# Степанос Рошка
Степанос Рошка (вірм. Ստեփանոս Ռոշքա, пол. Stefano Roska; 1670, Кам'янець-Подільський — 1739, Станіслав) — доктор філософії та богослов'я, історик. Вірменин за походженням.

## Життєпис
Степанос Рошка народився у 1670 році у Кам'янці-Подільському. Освіту здобув у Римі. В 1700 році Рошка зустрічається з видатним діячем вірменського визвольного руху Ісраелем Орі та його товаришем вардапетом Мінасом. На прохання Ісраеля Орі Степанос переклав з вірменської на латину лист вірменських меліків адресований римському папі. Отримавши ступінь доктора філософії та богослов'я, Рошка стає деканом церков Поділля та Покуття. Вчений залишив багату літературну спадщину. Тридцять три роки він працював над вірмено-латинським та латино-вірменським словником використовуючи безліч першоджерел. Деякі слова з цього словника не зустрічаються навіть у досконалих пізніх словниках. Також він написав «Введення до філософії Аристотеля», «Шкільне богослов'я», «Біографії вірменських єпископів Польщі», «Вірменський требник», «Граматику вірменської мови».

## Хроніка
Серед творів Рошки якої особливу цінність становить його «Хроніка», в якій він викладає історію церкви від початку до свого часу, характеризуючи знаменні події, що відбувалися в тому чи іншому році. Для її написання він використовував твори як вірменських, так й іноземних авторів. Рошка намагався створити загальну історію церкви від самого початку і до своїх часів. Кожному року він присвяти по пів сторінки на яких вказує римського папу, римського імператора (пізніше візантійського), перських та вірменських царів, вірменських католікосів. Потім він пише про події, що сталися того року. Деякі місця він пропускав сподіваючися заповнити їх в майбутньому, але це не завжди вдалося. Найціннішими є ті частини «Хроніки», що присвячені вірменам у містах України та Польщі, тут можна знайти багато цікавого як про церковне, так і про світське життя.